# 丸亀うちわ
丸亀うちわ（まるがめうちわ）は、香川県丸亀市で生産される団扇である。その起源には、3つのルーツがあるといわれている。
江戸時代にはいると、うちわが庶民へも広く普及し、涼や炊事、装いや流行、蛍や虫追いなど、日常生活道具として多様な場面で利用されてゆく。量産のため、全国各地には団扇産地が形成される。
1. 江戸時代、1633年（寛永10年）に、金毘羅大権現の別当、金光院の住職宥睨（ゆうげん）が考案したものと伝わる。渋うちわに「金」の文字印を入れて、　　マダケを素材とした「男竹丸柄」で、柿渋を塗って作り上げた丈夫なものであった[1]。19世紀初め、金刀比羅宮参りの人びとが丸亀港から上陸するにしたがい、土産として丸亀の団扇は全国に広まっていく。安政年間（1860年頃）には、年間80万本作られていたという[2]。
2. 京極丸亀藩時代の天明年間（1781年～1788年）に、丸亀藩士の内職として奨励され、製作の中心が「男竹丸柄」から「女竹丸柄」のうちわへと次第に移っていった[1]。
3. 明治に作り始めたという「男竹平柄」のうちわで、現在「丸亀うちわ」といえば、この「男竹平柄」が一般的である[1]。

## 意匠の工夫
また木版技術の向上が多色摺を可能として大量の団扇絵生産を可能にし、一般大衆の手にその美がゆき届くようになった。図柄もその好みが反映されるようになり、文芸（俳諧、和歌、漢詩）や浮世絵も扇部にあらわれ、団扇を通じてその表現は創意工夫がなされる。

## 家内工業から工場生産へ
明治以降、分業化して工場で作られるようになり、大正末年になると、骨の年産約6,000万本、製造に従事する者はは約2,000人に達し世界各国への輸出も伸びていった。

## 代表的地場産業
明治の中頃、丸亀団扇組合が結成され、代表的な地場産業に発展した。経済産業大臣指定の伝統工芸品であり、現在の全国うちわ生産量の約9割を占めている。